# Список глав Гондураса
Список глав Гондураса включает в себя лиц, являвшихся таковыми в Гондурасе с момента обретения страной независимости от испанской короны, включая периоды включения её провинций в состав мексиканской империи Итурбиде () и вхождения в состав Соединённых провинций Центральной Америки (1824—1825) и Федерации Центральной Америки (1825—1840) ().
В настоящее время главой государства и правительства является Президе́нт Респу́блики Гондура́с (исп. Presidente de la República de Honduras), неофициально — Президе́нт Гондура́са (исп. Presidente de Honduras), согласно конституции — Конституцио́нный президе́нт Респу́блики Гондура́с (исп. Presidente Constitucional de la República de Honduras). В соответствии с действующей конституцией срок полномочий президента начинается 27 января после даты избрания и в этот день истекает срок полномочий предыдущего президента. Срок полномочий как президента, так и трёх избираемых совместно с ним заместителей, составляет четыре года, с правом переизбрания.
Применённая в первом столбце таблиц нумерация является условной. Также условным является использование в первых столбцах цветовой заливки, служащей для упрощения восприятия принадлежности лиц к различным политическим силам без необходимости обращения к столбцу, отражающему партийную принадлежность. В случае, если продолжающиеся полномочия главы государства имели различный характер и основания (например, единый срок нахождения во главе государства лица, исполняющего обязанности временно до периода конституционных полномочий), это показано раздельно. В столбце «Выборы» отражены состоявшиеся выборные процедуры или иные основания, по которым лицо стало главой государства. Наряду с партийной принадлежностью, в столбце «Партия» также отражён внепартийный (независимый) статус персоналий, или их принадлежность к вооружённым силам, когда они выступали как самостоятельная политическая сила.
Резиденцией главы государства является Дворец Хосе Сесилио дель Валье (исп. Palacio José Cecilio del Valle).

## Провинции Комаягуа и Тегусигальпа (1821—1824)
Провинциальная депутация (исп. Diputación Provincial) генерал-капитанства Гватемала 15 сентября 1821 года по инициативе генерал-капитана и генерал-интенданта Габино Гайнсы приняла Акт о независимости Центральной Америки от испанской монархии, предложив провинциям генерал-капитанства, в их числе провинции Комаягуа (существовавшей на территории современного Гондураса), направить делегатов на общий конгресс для решения вопроса о суверенитете или присоединении к мексиканской империи. 28 сентября 1821 года Комаягуа поддержала созыв конгресса, 22 ноября 1821 года временная консультативная хунта генерал-капитанства утвердила обсуждавшееся длительное время создание отдельного провинциального правительства в Реал-де-Минас-де-Сан-Мигель-де-Тегусигальпе. 30 ноября 1821 года Гайнса предложил властям на местах провести обсуждение вопроса о присоединении к империи и выявить «желание» народа. К началу 1822 года были получены ответы муниципалитетов, большинство которых заняло промексиканскую позицию, и 9 января 1822 года созданная Гайнсой временная консультативная хунта приняла декларацию о присоединении провинций Гватемалы к Мексике. При этом ещё 2 декабря 1821 года о признании Агустина I сюзереном заявила Комаягуа, а 5 января 1822 года — Тегусигальпа. 22 июня 1822 года Гайнса передал полномочия командующему направленных императором войск Висенте Филисоле, который завершил аннексию, подавив сопротивление правящей хунты Сан-Сальвадора к началу 1823 года, однако уже 19 марта 1823 года император бежал в Европу. 29 марта 1823 года Филисола принял решение созвать предусмотренный Актом о независимости 1821 года конгресс провинций, накануне обе гондурасские провинции заявили о своём отделении от Мексики. Конгресс, открывшийся 29 июня 1823 года под председательством лидера сальвадорского сопротивления Хосе Матиаса Дельгадо, сразу признал присоединение к Мексике незаконным и насильственным и принял 1 июля 1823 года Декларацию о полной независимости Центральной Америки. После создания 10 июля 1823 года Соединённых провинций Центральной Америки (исп. Provincias Unidas del Centro de América) было достигнуто соглашение о воссоединении Комаягуа и Тегусигальпы в форме государства Гондурас (исп. Estado de Honduras) с разделением столичных функций между находящимися друг от друга на расстоянии 80 километров бывшими провинциальными центрами Реал-де-Минас-де-Сан-Мигель-де-Тегусигальпой и Санта-Мария-де-ла-Нуэва-Вальядолид-де-Комаягуа. Соглашение вступило в силу 16 сентября 1824 года, формирование единого правительства было завершено спустя два дня.
В провинции Комаягуа главами правительства являлись:
|                 | Портрет         | Имя (годы жизни)                                                                                   | Полномочия                                                                  | Полномочия      | Должность                                                | Пр.           |
| Начало          | Портрет         | Имя (годы жизни)                                                                                   | Окончание                                                                   |                 | Должность                                                | Пр.           |
| --------------- | --------------- | -------------------------------------------------------------------------------------------------- | --------------------------------------------------------------------------- | --------------- | -------------------------------------------------------- | ------------- |
|                 |                 | Хосе Грегорио Тиноко де Контрерас (1780—?) исп. José Gregorio Tinoco de Contreras                  | 28 сентября 1821                                                            | 21 ноября 1821  | верховный политический глава исп. Jefe político superior | [ 13 ]        |
|                 |                 | Хуан Непомусено Фернандес Линдо-и-Селайя (1790—1857) исп. Juan Nepomuceno Fernández Lindo y Zelaya | 21 ноября 1821                                                              | 12 октября 1822 | верховный политический глава исп. Jefe político superior | [ 14 ] [ 15 ] |
| 12 октября 1822 | 11 февраля 1824 | Хуан Непомусено Фернандес Линдо-и-Селайя (1790—1857) исп. Juan Nepomuceno Fernández Lindo y Zelaya | временный верховный политический глава исп. Jefe político superior interino |                 |                                                          | [ 14 ] [ 15 ] |
|                 |                 | Северино Киньонес (1780—?) исп. Severino Quiñónez                                                  | временный верховный политический глава исп. Jefe político superior interino | 11 февраля 1824 | 13 апреля 1824                                           | [ 13 ]        |
|                 |                 | Хуан Хосе Диас (?—?) исп. Juan José Díaz                                                           | временный верховный политический глава исп. Jefe político superior interino | 13 апреля 1824  | 18 сентября 1824                                         | [ 13 ]        |

В провинции Тегусигальпа главами правительства являлись:
|        | Портрет | Имя (годы жизни) | Полномочия      | Полномочия       | Должность                                                | Пр.    |
| Начало | Портрет | Имя (годы жизни) | Окончание       |                  | Должность                                                | Пр.    |
| ------ | ------- | --- | --------------- | ---------------- | -------------------------------------------------------- | ------ |
|        |         | Симон Гутьеррес (?—?) исп. Simón Gutiérrez                                                                                         | 18 декабря 1821 | 3 февраля 1822   | главнокомандующий исп. Comandante General                | [ 16 ] |
|        |         | Хосе Дионисио де ла Тринидад де Эррера-и-Диас дель Валье (1781—1850) исп. José Dionisio de la Trinidad de Herrera y Díaz del Valle | 3 февраля 1822  | 16 сентября 1824 | верховный политический глава исп. Jefe político superior | [ 17 ] |

## В составе Соединённых провинций и Федерации (1824—1838)
Этот раздел о главах Гондураса — государства в составе Соединённых провинций Центральной Америки (1824—1825) и Федерации Центральной Америки (1825—1838).
О главах федеративного государства см. Список глав союзов центральноамериканских государств.
22 ноября 1824 года Конституционная национальная ассамблея Центральной Америки утвердила постоянную конституцию, по которой страна получила название Федерация Центральной Америки (исп. Federación de Centro América), при этом в официальных документах повсеместно использовалось название Федеративная Республика Центральной Америки (исп. República Federal de Centro América), оно же было указано на гербе страны. Первая конституция Гондураса была принята Национальной конституционной ассамблеей 11 декабря 1825 года, установив четырёхлетний срок полномочий верховного главы и вице-главы государства, с правом их однократного переизбрания.
19 января 1827 года по приказу президента федерации Мануэля Хосе Арсе в Гондурас вошёл отряд под командованием Хусто Мильи, вскоре назначенным вице-главой при Эррере и поднявшим 4 апреля против него мятеж. При поддержке Арсе 10 мая 1827 года Милья арестовал Эрреру, отправив его в Гватемалу, и передал полномочия советнику (исп. Consejero) Анаклето Бенданье. На созванном совете представителей новыми верховным главой и вице-главой были избраны Хосе Херонимо Селая Фьяльос и Мигель Эусебио Бустаманте. Конфликт между консервативным федеральным центром и либеральными силами вылился в центральноамериканскую гражданскую войну, в которой либералов возглавил создавший в Никарагуа Союзную армию защитников закона Франсиско Морасан. К 27 ноября 1827 года его силы заняли Гондурас и Морасан был провозглашён президентом совета представителей (исп. Presidente del Consejo Representativo), продолжив войну с находящимся в Гватемале Арсе. 7 марта 1829 года Морасан передал полномочия назначенному вице-главой Диего Вихилю и возглавил армию, которая 12 апреля 1829 года заняла федеральную столицу Нуэва-Гватемала-де-ла-Асуньон, после чего Арсе и лидеры консерваторов были заключены в тюрьму, позже лишены имущества и изгнаны из страны. 25 июня 1829 года Морасан передал федеральную власть избранному конгрессом временному сенатору-президенту (исп. Senador Presidente) Хосе Франсиско Баррундии, а сам вернулся в Гондурас, где 2 декабря 1829 года был избран верховным главой. В июне 1830 года он предсказуемо выиграл федеральные президентские выборы и 28 июля 1830 года передал полномочия в Гондурасе советнику Хосе Сантосу Диасу дель Валье, отбыв в Гватемалу.
Избранный новым верховным главой Хосе Антонио Маркес за четыре дня до своей скоропостижной смерти, последовавшей 26 марта 1832 года, передал полномочия президенту Совета (исп. Presidente del Consejo) Хосе Франсиско Милье Геваро, который их уступил избранному верховным главой Хоакину Ривере. Полномочия Риверы истекли 31 декабря 1836 года и были приняты председателем Совета Хосе Марией Мартинесом Салинасом. 28 мая 1837 года он вручил их избранному конституционной ассамблеей 28 мая 1837 года верховным главой Хусто Висенте де Эррере, и вновь получил после отставки Эрреры 3 сентября 1838 года по болезни. Салинас воспользовался мандатом, заявив 26 октября 1838 года о выходе Гондураса из федерации.
Курсивом и серым цветом выделены даты начала и окончания полномочий лиц, временно замещающих конституционного главу государства.
|        | Портрет       | Имя (годы жизни) | Полномочия                               | Полномочия                               | Выборы       | Должность | Пр.                  |
| Начало | Портрет       | Имя (годы жизни) | Окончание                                |                                          | Выборы       | Должность | Пр.                  |
| ------ | ------------- | --- | ---------------------------------------- | ---------------------------------------- | ------------ | --- | -------------------- |
| 1      |               | Хосе Дионисио де ла Тринидад де Эррера-и-Диас дель Валье (1781—1850) исп. José Dionisio de la Trinidad de Herrera y Díaz del Valle | 16 сентября 1824                         | 10 мая 1827                              | [ комм. 8 ]  | верховный глава государства исп. Jefe Supremo del Estado                                                                                          | [ 17 ]               |
| и. о.  |               | Хосе Хусто Милья Пинеда Арриага (1794—1838) исп. José Justo Milla Pineda Arriaga                                                   | 10 мая 1827 (в течение нескольких часов) | 10 мая 1827 (в течение нескольких часов) | [ комм. 9 ]  | вице-глава государства, ответственный за исполнительную власть исп. Vice Jefe del Estado, encargado del Poder Ejecutivo                           | [ 26 ] [ 27 ]        |
| и. о.  |               | Анаклето Бенданья Монтойя (1790—1859) исп. Anacleto Bendaña Montoya                                                                | 10 мая 1827                              | 30 сентября 1827                         | [ комм. 10 ] | советник, ответственный за исполнительную власть исп. Consejero, encargado del Poder Ejecutivo                                                    | [ 28 ]               |
| и. о.  |               | Мигель Эусебио Бустаманте Лардисабаль (1777—1869) исп. Miguel Eusebio Bustamante Lardizábal                                        | 30 сентября 1827                         | 30 октября 1827                          | [ комм. 11 ] | вице-глава государства, ответственный за исполнительную власть исп. Vice Jefe del Estado, encargado del Poder Ejecutivo                           | [ 29 ]               |
| 2      |               | Хосе Херонимо Селая Фьяльос (1780—1869) исп. José Jerónimo Zelaya Fiallos                                                          | 30 октября 1827                          | 27 ноября 1827                           | [ комм. 12 ] | верховный глава государства исп. Jefe Supremo del Estado                                                                                          | [ 30 ]               |
| —      |               | Хосе Франсиско Морасан Кесада (1792—1842) исп. Jose Francisco Morazan Quezada                                                      | 27 ноября 1827                           | 7 марта 1829                             | [ комм. 14 ] | президент совета представителей, ответственный за исполнительную власть исп. Presidente del Consejo Representativo, encargado del Poder Ejecutivo | [ 21 ] [ 31 ] [ 32 ] |
| и. о.  |               | Диего Фернандес Вихиль-и-Коканья (1799—1845) исп. Diego Fernández Vijil y Cocaña                                                   | 7 марта 1829                             | 2 декабря 1829                           | [ комм. 15 ] | вице-глава государства, ответственный за исполнительную власть исп. Vice Jefe del Estado, encargado del Poder Ejecutivo                           | [ 33 ]               |
| 3      |               | Хосе Франсиско Морасан Кесада (1792—1842) исп. Jose Francisco Morazan Quezada                                                      | 2 декабря 1829                           | 28 июля 1830                             | [ комм. 17 ] | верховный глава государства исп. Jefe Supremo del Estado                                                                                          | [ 21 ] [ 31 ] [ 32 ] |
| и. о.  |               | Хосе Сантос Диас дель Валье (1793—1840) исп. José Santos Díaz del Valle                                                            | 28 июля 1830                             | 12 марта 1831                            | [ комм. 18 ] | советник, ответственный за исполнительную власть исп. Consejero, encargado del Poder Ejecutivo                                                    | [ 34 ]               |
| 4      |               | Хосе Мария Антонио де ла Крус Маркес (1802—1832) исп. José María Antonio de la Cruz Márquez                                        | 12 марта 1831                            | 26 марта 1832                            | [ комм. 17 ] | верховный глава государства исп. Jefe Supremo del Estado                                                                                          | [ 35 ]               |
| и. о.  |               | Хосе Франсиско Милья Геваро (1789—?) исп. José Francisco Milla Guevara                                                             | 22 марта 1832                            | 26 марта 1832                            | [ комм. 20 ] | президент Совета, ответственный за исполнительную власть исп. Presidente del Consejo, encargado del Poder Ejecutivo                               | [ 36 ]               |
| и. о.  | 26 марта 1832 | Хосе Франсиско Милья Геваро (1789—?) исп. José Francisco Milla Guevara                                                             | 7 января 1833                            |                                          | [ комм. 20 ] | президент Совета, ответственный за исполнительную власть исп. Presidente del Consejo, encargado del Poder Ejecutivo                               | [ 36 ]               |
| 5      |               | Хоакин Ривера Брагас (1796—1845) исп. Joaquín Rivera Bragas                                                                        | 7 января 1833                            | 31 декабря 1836                          | [ комм. 17 ] | верховный глава государства исп. Jefe Supremo del Estado                                                                                          | [ 37 ]               |
| и. о.  |               | Франсиско Феррера (1794—1851) исп. Francisco Ferrera                                                                               | 24 сентября 1833                         | 10 января 1834                           | [ комм. 21 ] | вице-глава государства, ответственный за исполнительную власть исп. Vice Jefe del Estado, encargado del Poder Ejecutivo                           | [ 38 ]               |
| и. о.  |               | Хосе Мария Бустильо (?—1855) исп. José María Bustillo                                                                              | 10 сентября 1835                         | 1 октября 1835                           | [ комм. 22 ] | советник, ответственный за исполнительную власть исп. Consejero, encargado del Poder Ejecutivo                                                    | [ 39 ]               |
| и. о.  |               | Хосе Мария Мартинес Салинас (1780—?) исп. José María Martínez Salinas                                                              | 31 декабря 1836                          | 28 мая 1837                              | [ комм. 23 ] | президент Совета, ответственный за исполнительную власть исп. Presidente del Consejo, encargado del Poder Ejecutivo                               | [ 40 ]               |
| 6      |               | Хусто Висенте Хосе де Эррера-и-Диас дель Валье (1786—1856) исп. Justo Vicente José de Herrera y Díaz del Valle                     | 28 мая 1837                              | 3 сентября 1838                          | [ комм. 25 ] | верховный глава государства исп. Jefe Supremo del Estado                                                                                          | [ 41 ]               |
| и. о.  |               | Хосе Мария Мартинес Салинас (1780—?) исп. José María Martínez Salinas                                                              | 3 сентября 1838                          | 12 ноября 1838                           | [ комм. 26 ] | главный советник государства, ответственный за исполнительную власть исп. Consejero Jefe del Estado, encargado del Poder Ejecutivo                | [ 40 ]               |

## Государство Гондурас (1838—1865)
На протяжении года после выхода Гондураса из центральноамериканской федерации пост его главы замещался различными чиновниками в условиях войны с Франсиско Морасаном (ранее возглавлявшим и Гондурас и федерацию). 11 января 1839 года Национальная конституционная ассамблея приняла новую конституцию, установившую пост президента, избираемого прямым народным голосованием на два года, и право парламента назначить трёх заместителей (исп. suplentes), из числа которых палата (исп. La Cámara) в случае необходимости вправе выбрать замещающее лицо.
24 августа 1839 года войска Сальвадора, в котором 13 июля 1839 года Морасан был избран верховным главой, вошли в гондурасскую столицу, через три дня управление страной было передано составлявшему дуумвират совету министров (исп. Consejo de Ministros), пока конституционная ассамблея 21 сентября 1839 года не избрала первым президентом с мандатом до 1 января 1841 года Хосе Марию Мартинеса Салинаса. В последующем неоднократно действующий совет министров коллегиально принимал полномочия по истечении полномочий одного президента до инаугурации следующего. Новой попыткой объединения Центральной Америки стала Центральноамериканская Конфедерация (исп. Confederación de Centroamérica), образованная в 1842 году Сальвадором, Гондурасом и Никарагуа. Представители этих государств собрались 17 марта 1842 года в никарагуанском городе Чинандега на конвенцию и подписали 27 июля 1842 года пакт о создании единых органов законодательной, исполнительной и судебной власти. 29 марта 1844 года собравшиеся в сальвадорском городе Сан-Висенте делегаты дьеты (исп. Dieta) избрали главой исполнительной власти верховного делегата (исп. Supremo Delegado) Фруто Чаморро. Его полномочия оставались номинальными при сохранении фактической полноты власти у глав трёх государств-членов и были прекращены 1 декабря того же года; в 1845 году он безрезультатно предлагал трём государствам проект нового договора, к этому времени их союз де-факто был прекращён.
Избранный в 1847 году президентом Хуан Линдо созвал годом позже конституционную ассамблею, подтвердившую его полномочия и принявшую 5 февраля 1848 года новую конституцию, увеличившую срок полномочий президента до 4 лет и установившая пост вице-президента, избираемого парламентом из числа проигравших выборы кандидатов на президентский пост, после чего Линдо был переизбран на период до 1 февраля 1852 года.
В ноябре 1849 года в никарагуанском Сантьяго-де-лос-Кабальерос-де-Леоне начала работу конференция представителей Никарагуа, Гондураса и Сальвадора. 8 ноября 1849 года ими было подписано соглашение о создании Национального представительства Центральной Америки (исп. Representación Nacional de Centroamérica), формируемого парламентами стран, с целью унификации политики, установления единого международного представительства и создания общих властных институтов трёх стран. Первая встреча избранных представителей состоялась 9 января 1851 года в Чинандеге (Никарагуа), в январе 1852 года со второй попытки они добились от национальных правительств созыва Конституционной ассамблеи Центральной Америки (исп. Asamblea Constituyente de Centroamérica), которая вскоре одобрила Национальный Статут Центральной Америки и избрала её временным президентом Хосе Тринидада Кабаньяса, а после его отказа принять пост — Франсиско Кастельона. Однако отказ Никарагуа и Гондураса ратифицировать принятый статут прервал интеграционный процесс.
На гондурасских выборах 1852 года победил либерал Кабаньяс, который в мае—декабре 1853 года, возглавив армию, нанёс поражение консервативному президенту Гватемалы Рафаэлю Каррере. Однако 6 октября 1855 года в сражении около Масагуара он был разбит политическим единомышленником Карреры генералом Хуаном Лопесом и бежал сначала в Сальвадор, затем в Никарагуа, где безрезультатно пытался найти поддержку для возвращения власти. Лопес, достигнув столицы 18 октября 1855 года, передал власть вице-президенту Хосе Сантьяго Буэсо Сото. На выборах 1855 и 1859 годов победу одержал Хосе Сантос Гуардиола; 11 января 1862 года он был застрелен в своём доме в присутствии семьи, мотивы этого не были достоверно установлены. Сенатор Хосе Франсиско Монтес Фонсека, принявший ответственность за исполнительную власть, передал её вице-президенту Викториано Кастельяносу Кортесу 4 февраля несмотря на его болезнь, а после смерти Кастельяноса 11 декабря вернулся к исполнению полномочий. В июне 1863 года против него при поддержке гватемальцев и сальвадорцев выступил генерал Хосе Мария Медина, который 10 июня 1863 года в Санта-Роса-де-Копане был провозглашён временным президентом; 7 сентября 1863 года Монтес сдался Медине, окружившему столицу.
31 декабря 1863 года с целью участия в безальтернативных выборах, Медина передал полномочия сенатору Франсиско Инестросе, а получив на них поддержку, созвал конституционную ассамблею и промульгировал 29 сентября 1865 года конституцию, по которой страна получила название Республика Гондурас и установила помимо назначения для замещения президента трёх депутатов парламента (исп. Designado) возможность передачи высшей исполнительной власти министрам правительства.
Курсивом и серым цветом выделены даты начала и окончания полномочий лиц, временно замещающих конституционного главу государства или создавших альтернативное ему правительство.
|            | Портрет         | Имя (годы жизни) | Полномочия       | Полномочия       | Выборы                                                                 | Должность | Пр.           |
| Начало     | Портрет         | Имя (годы жизни) | Окончание        |                  | Выборы                                                                 | Должность | Пр.           |
| ---------- | --------------- | --- | ---------------- | ---------------- | ---------------------------------------------------------------------- | --- | ------------- |
| и. о.      |                 | Хосе Лино Матуте (1780—1854) исп. José Lino Matute                                                                   | 12 ноября 1838   | 10 января 1839   | [ комм. 27 ]                                                           | главный советник государства, ответственный за исполнительную власть исп. Consejero Jefe del Estado, encargado del Poder Ejecutivo                           | [ 53 ]        |
| и. о.      |                 | Хуан Франсиско Молина (1779—1878) исп. Juan Francisco de Molina                                                      | 10 января 1839   | 13 апреля 1839   | [ комм. 27 ]                                                           | главный советник государства, ответственный за исполнительную власть исп. Consejero Jefe del Estado, encargado del Poder Ejecutivo                           | [ 54 ]        |
| и. о.      |                 | Фелипе Нери Медина Вальдерас-и-Фернандес де Кордова (1797—?) исп. Felipe Neri Medina Valderas y Fernández de Córdova | 13 апреля 1839   | 15 апреля 1839   | [ комм. 27 ]                                                           | главный советник государства, ответственный за исполнительную власть исп. Consejero Jefe del Estado, encargado del Poder Ejecutivo                           | [ 55 ]        |
| и. о.      |                 | Хуан Хосе Альварадо (1797—?) исп. Juan José Alvarado                                                                 | 15 апреля 1839   | 27 апреля 1839   | [ комм. 27 ]                                                           | главный советник государства, ответственный за исполнительную власть исп. Consejero Jefe del Estado, encargado del Poder Ejecutivo                           | [ 56 ]        |
| и. о.      |                 | Хосе Мария Герреро де Аркос-и-Молина (1799—1853) исп. José María Guerrero de Arcos y Molina                          | 27 апреля 1839   | 10 августа 1839  | [ комм. 27 ]                                                           | главный советник государства, ответственный за исполнительную власть исп. Consejero Jefe del Estado, encargado del Poder Ejecutivo                           | [ 57 ]        |
| и. о.      |                 | Мариано Гарриго (1810—?) исп. Mariano Garrigó                                                                        | 10 августа 1839  | 20 августа 1839  | [ комм. 28 ]                                                           | заместитель президента исп. Presidente suplente | [ 58 ]        |
| и. о.      |                 | Хосе Мария Бустильо (?—1855) исп. José María Bustillo                                                                | 20 августа 1839  | 27 августа 1839  | [ комм. 28 ]                                                           | заместитель президента исп. Presidente suplente | [ 59 ]        |
| СМ         |                 | Монико Буэсо Сото (1810—?) исп. Mónico Bueso Soto                                                                    | 27 августа 1839  | 21 сентября 1839 | [ комм. 29 ]                                                           | совет министров, ответственный за верховную исполнительную власть государства исп. Consejo de Ministros, en ejercicio del Supremo Poder Ejecutivo del Estado | [ 60 ]        |
| СМ         |                 | Франсиско де Агилар (1810—?) исп. Francisco de Aguilar                                                               | 27 августа 1839  | 21 сентября 1839 | [ комм. 29 ]                                                           | совет министров, ответственный за верховную исполнительную власть государства исп. Consejo de Ministros, en ejercicio del Supremo Poder Ejecutivo del Estado | [ 61 ]        |
| 7          |                 | Хосе Мария Мартинес Салинас (1780—?) исп. José María Martínez Salinas                                                | 21 сентября 1839 | 1 января 1841    | [ комм. 25 ]                                                           | президент государства исп. Presidente del Estado | [ 40 ]        |
| 8 (I)      |                 | Франсиско Феррера (1794—1851) исп. Francisco Ferrera                                                                 | 1 января 1841    | 31 декабря 1842  | 1840                                                                   | президент государства исп. Presidente del Estado | [ 38 ]        |
| СМ         |                 | Хуан Моралес (?—?) исп. Juan Morales                                                                                 | 1 января 1843    | 23 февраля 1843  | [ комм. 29 ]                                                           | совет министров, ответственный за верховную исполнительную власть государства исп. Consejo de Ministros, en ejercicio del Supremo Poder Ejecutivo del Estado | [ 43 ]        |
| СМ         |                 | Хосе Хулиан Терсеро (1820—1844) исп. José Julián Tercero                                                             | 1 января 1843    | 23 февраля 1843  | [ комм. 29 ]                                                           | совет министров, ответственный за верховную исполнительную власть государства исп. Consejo de Ministros, en ejercicio del Supremo Poder Ejecutivo del Estado | [ 43 ]        |
| СМ         |                 | Касто Хосе Альварадо (1820—1873) исп. Casto José Alvarado                                                            | 1 января 1843    | 23 февраля 1843  | [ комм. 29 ]                                                           | совет министров, ответственный за верховную исполнительную власть государства исп. Consejo de Ministros, en ejercicio del Supremo Poder Ejecutivo del Estado | [ 43 ]        |
| 8 (II)     |                 | Франсиско Феррера (1794—1851) исп. Francisco Ferrera                                                                 | 23 февраля 1843  | 31 декабря 1844  | [ комм. 30 ]                                                           | президент государства исп. Presidente del Estado | [ 38 ]        |
| СМ         |                 | Хосе Колорадо Чавес (1807—1881) исп. José Coronado Chávez                                                            | 1 января 1845    | 8 января 1845    | [ комм. 29 ]                                                           | совет министров, ответственный за верховную исполнительную власть государства исп. Consejo de Ministros, en ejercicio del Supremo Poder Ejecutivo del Estado | [ 62 ]        |
| СМ         |                 | Касто Хосе Альварадо (1820—1873) исп. Casto José Alvarado                                                            | 1 января 1845    | 8 января 1845    | [ комм. 29 ]                                                           | совет министров, ответственный за верховную исполнительную власть государства исп. Consejo de Ministros, en ejercicio del Supremo Poder Ejecutivo del Estado | [ 43 ]        |
| 9          |                 | Хосе Колорадо Чавес (1807—1881) исп. José Coronado Chávez                                                            | 8 января 1845    | 31 декабря 1846  | [ комм. 17 ]                                                           | президент государства исп. Presidente del Estado | [ 62 ]        |
| СМ         |                 | Франсиско Феррера (1794—1851) исп. Francisco Ferrera                                                                 | 1 января 1847    | 12 февраля 1847  | [ комм. 29 ]                                                           | совет министров, ответственный за верховную исполнительную власть государства исп. Consejo de Ministros, en ejercicio del Supremo Poder Ejecutivo del Estado | [ 38 ]        |
| СМ         |                 | Хосе Сантос Гуардиола Бустильо (1816—1862) исп. José Santos Guardiola Bustillo                                       | 1 января 1847    | 12 февраля 1847  | [ комм. 29 ]                                                           | совет министров, ответственный за верховную исполнительную власть государства исп. Consejo de Ministros, en ejercicio del Supremo Poder Ejecutivo del Estado | [ 63 ]        |
| СМ         |                 | Касто Хосе Альварадо (1820—1873) исп. Casto José Alvarado                                                            | 1 января 1847    | 12 февраля 1847  | [ комм. 29 ]                                                           | совет министров, ответственный за верховную исполнительную власть государства исп. Consejo de Ministros, en ejercicio del Supremo Poder Ejecutivo del Estado | [ 43 ]        |
| 10 (I—III) |                 | Хуан Непомусено Фернандес Линдо-и-Селайя (1790—1857) исп. Juan Nepomuceno Fernández Lindo y Zelaya                   | 12 февраля 1847  | 5 февраля 1848   | 1847                                                                   | президент государства исп. Presidente del Estado | [ 14 ] [ 15 ] |
| 10 (I—III) | 5 февраля 1848  | Хуан Непомусено Фернандес Линдо-и-Селайя (1790—1857) исп. Juan Nepomuceno Fernández Lindo y Zelaya                   | 16 июля 1848     | [ комм. 25 ]     | временный президент государства исп. Presidente provisional del Estado | | [ 14 ] [ 15 ] |
| 10 (I—III) | 16 июля 1848    | Хуан Непомусено Фернандес Линдо-и-Селайя (1790—1857) исп. Juan Nepomuceno Fernández Lindo y Zelaya                   | 1 февраля 1852   | 1848             | президент государства исп. Presidente del Estado                       | | [ 14 ] [ 15 ] |
| и. о.      |                 | Фелипе Бустильо (?—?) исп. Felipe Bustillo                                                                           | 21 сентября 1848 | 8 декабря 1848   | [ комм. 31 ]                                                           | вице-президент государства, ответственный за исполнительную власть исп. Vicepresidente del Estado, encargado del Poder Ejecutivo                             | [ 64 ]        |
| и. о.      |                 | Хосе Франсиско Гомес-и-Аргуэльес (1790—1857) исп. José Francisco Gómez y Argüelles                                   | 1 февраля 1852   | 1 марта 1852     | [ комм. 32 ]                                                           | сенатор, ответственный за исполнительную власть исп. Senador, encargado del Poder Ejecutivo                                                                  | [ 65 ]        |
| 11         |                 | Хосе Тринидад Кабаньяс Фьяльос (1805—1871) исп. José Trinidad Cabañas Fiallos                                        | 1 марта 1852     | 18 октября 1855  | 1851                                                                   | президент государства исп. Presidente del Estado | [ 66 ]        |
| и. о.      |                 | Хосе Франсиско Гомес-и-Аргуэльес (1790—1857) исп. José Francisco Gómez y Argüelles                                   | 9 мая 1853       | 31 декабря 1853  | [ комм. 34 ]                                                           | сенатор, ответственный за исполнительную власть исп. Senador, encargado del Poder Ejecutivo                                                                  | [ 65 ]        |
| —          |                 | Хуан Франсиско Лопес Агирре (1810—1882) исп. Juan Francisco López Aguirre                                            | 6 октября 1855   | 18 октября 1855  | [ комм. 36 ]                                                           | президент де-факто | [ 67 ]        |
| и. о.      |                 | Хосе Сантьяго Буэсо Сото (1815—1857) исп. José Santiago Bueso Soto                                                   | 18 октября 1855  | 8 ноября 1855    | [ комм. 38 ]                                                           | вице-президент государства, ответственный за исполнительную власть исп. Vicepresidente del Estado, encargado del Poder Ejecutivo                             | [ 68 ]        |
| и. о.      |                 | Франсиско де Агилар (1810—?) исп. Francisco de Aguilar                                                               | 8 ноября 1855    | 17 февраля 1856  | [ комм. 39 ]                                                           | сенатор, ответственный за исполнительную власть исп. Senador, encargado del Poder Ejecutivo                                                                  | [ 61 ]        |
| 12 (I—II)  |                 | Хосе Сантос Гуардиола Бустильо (1816—1862) исп. José Santos Guardiola Bustillo                                       | 17 февраля 1856  | 7 февраля 1860   | 1855                                                                   | президент государства исп. Presidente del Estado | [ 63 ]        |
| 12 (I—II)  | 7 февраля 1860  | Хосе Сантос Гуардиола Бустильо (1816—1862) исп. José Santos Guardiola Bustillo                                       | 11 января 1862   | 1859             |                                                                        | президент государства исп. Presidente del Estado | [ 63 ]        |
| и. о.      |                 | Хосе Франсиско Монтес Фонсека (1830—1888) исп. José Francisco Montes Fonseca                                         | 11 января 1862   | 4 февраля 1862   | [ комм. 42 ]                                                           | сенатор, ответственный за исполнительную власть исп. Senador, encargado del Poder Ejecutivo                                                                  | [ 69 ]        |
| и. о.      |                 | Викториано Кастельянос Кортес (1795—1862) исп. Victoriano Castellanos Cortés                                         | 4 февраля 1862   | 11 декабря 1862  | [ комм. 44 ]                                                           | вице-президент государства, ответственный за исполнительную власть исп. Vicepresidente del Estado, encargado del Poder Ejecutivo                             | [ 70 ]        |
| и. о.      |                 | Хосе Франсиско Монтес Фонсека (1830—1888) исп. José Francisco Montes Fonseca                                         | 11 декабря 1862  | 7 сентября 1863  | [ комм. 45 ]                                                           | сенатор, ответственный за исполнительную власть исп. Senador, encargado del Poder Ejecutivo                                                                  | [ 69 ]        |
| —          |                 | Хосе Мария Медина Кастехон (1826—1878) исп. José María Medina Castejón                                               | 20 июня 1863     | 7 сентября 1863  | [ комм. 47 ]                                                           | временный президент государства (в Санта-Роса-де-Копане) исп. Presidente Provisional del Estado (en Santa Rosa de Copán)                                     | [ 71 ] [ 72 ] |
| 13 (I)     | 7 сентября 1863 | Хосе Мария Медина Кастехон (1826—1878) исп. José María Medina Castejón                                               | 31 декабря 1863  | [ комм. 49 ]     | временный президент государства исп. Presidente Provisional del Estado | | [ 71 ] [ 72 ] |
| и. о.      |                 | Франсиско Инестроса (1810—1864) исп. Francisco Inestroza                                                             | 31 декабря 1863  | 15 февраля 1864  | [ комм. 50 ]                                                           | сенатор, ответственный за исполнительную власть исп. Senador, encargado del Poder Ejecutivo                                                                  | [ 43 ]        |
| 13 (II)    |                 | Хосе Мария Медина Кастехон (1826—1878) исп. José María Medina Castejón                                               | 15 февраля 1864  | 29 сентября 1865 | 1863                                                                   | президент государства исп. Presidente del Estado | [ 71 ] [ 72 ] |

## Основание республики (1865—1903)
Конституционная ассамблея, утвердившая 29 сентября 1865 года новую конституцию, по которой страна получила название Республика Гондурас, избрала действующего президента Хосе Медину временным президентом республики. Хосе Медина выиграл выборы 1866 и 1869 годов. Поскольку немедленное переизбрание было запрещено статьёй 33 конституции, потребовался созыв 8 августа 1869 года кабильдо муниципалитетов, изменившего эту норму; однако непосредственное избрание на кабильдо вызвало протесты и были организованы выборы, для участия в которых Медина временно передал полномочия Франсиско Крусу Кастро как назначенному заместителю (исп. Designado). Либеральная политика Медины способствовала его конфликту с консервативными режимами других центральноамериканских государств, добивавшимися его смещения. Весной 1871 года изгнанный им вице-президент Флоресио Шатрук при поддержке сальвадорского правительства вторгся в страну и был провозглашён временным президентом 26 марта 1871 года в Накаоме, но был разбит и бежал в Никарагуа 23 мая 1871 года. В марте 1872 года в Гондурас вторглись войска Гватемалы и Сальвадора; в занятой ими Канделарии 12 мая 1872 года временным президентом был провозглашён Селео Ариас, занявший столицу и арестовавший Хосе Медину 26 июля 1872 года. Кроме него, в июле в Омоа временным президентом был провозглашён опирающийся на сальвадорцев Хуан Антонио Медина Орельяна, отказавшийся от претензий в августе
Созванная Ариасом конституционная ассамблея утвердила 25 декабря 1873 года обновлённую конституцию, однако 13 января 1874 года Ариас капитулировал перед Понсиано Лейвой, провозглашённым в Вилья-де-Херес-де-ла-Фронтера-де-Чолутеке при поддержке армии 23 ноября 1873 года временным президентом, который немедленно восстановил действие конституции 1865 года. Освобождённый из заключения при свержении Ариаса Хосе Медина 16 декабря 1875 года в Грасиасе призвал к свержению Лейвы, избранного 29 апреля 1874 года президентом, а 8 июня 1876 года заключил с ним соглашение о прекращении борьбы и объявлении временным президентом Марселино Мехии. 13 июня 1876 года Хосе Медина добился передачи полномочий Крессенсио Гомесу, который содержался под арестом одновременно с ним и восстановил 12 августа 1876 года полномочия Хосе Медины, прерванные в 1872 году.
Хосе Медина, заключив 21 августа соглашение с Гватемалой, уступил 27 августа 1876 года полномочия министру гватемальского правительства Марко Аурелио Сото, в 1877 году победившему на выборах и переизбранному в 1881 году после принятия 1 ноября 1880 года новой конституции, которая установила прямые президентские выборы при получении победителем абсолютного большинства голосов либо выборы конгрессом из трёх кандидатов, набравших простое большинство голосов, а также заменившая совет министров советом государственных секретарей (исп. Consejo de Secretarios de Estado), однако вынужденного покинуть страну 9 мая 1883 года с разрешения конгресса, передав полномочия совету государственных секретарей (19 октября 1883 года его отставка была принята).
Луис Богран, входивший в совет государственных секретарей, одержал победу над Селео Ариасом на выборах 1883 и 1887 годов. В преддверии выборов 1891 года в стране были основаны Либеральная и консервативная Прогрессивная партии, в результате победил прогрессист Понсиано Лейва. На протяжении 1892 года он столкнулся с вооружённым противостоянием и отошёл от дел, передав 9 февраля 1893 года полномочия военному секретарю Росендо Агуэро Арисе, а 18 апреля 1893 года — секретарю внутренних дел Доминго Васкесу, окончательно подав в отставку 15 июля 1893 года, принятую конгрессом 7 августа, что утвердило Васкеса на президентском посту. 14 сентября 1893 года он добился от конгресса проведения безальтернативных выборов, однако победа на них не смогла упрочить его положение: 24 декабря 1893 года Поликарпо Бонилья при поддержке никарагуанского главы Хосе Сантоса Селаи был провозглашён временным президентом и 22 февраля 1894 года установил контроль над столицей. 14 октября 1894 года по его инициативе была утверждена конституция, восстановившая пост вице-президента и совет министров в качестве правительства. Бонилья выиграл выборы 1894 года, поддержав на следующих победившего однопартийца Теренсио Сьерру.
20 июня 1895 года Никарагуа, Гондурас и Эль-Сальвадор сделали новую попытку объединения, подписав Пакт Амапалы (по названию гондурасского города Амапала, места его подписания, ставшего столицей нового союза трёх государств). Ратификация документа и создание союза, получившего название Великая Республика Центральной Америки (исп. República Mayor de Centro América), были завершены 15 сентября 1896 года; в тот же день начал работу коллегиальный орган исполнительной власти — Дьета (исп. Dieta) в составе трёх представителей каждого из государств-членов; через два дня по решению дьеты члены союза отказались от включения слова «республика» в свои наименования (предписав использование слова «государство, штат», исп. Estado). 27 августа 1898 года Генеральная ассамблея (исп. Asamblea General) утвердила Политическую конституцию Соединённых Штатов Центральной Америки (исп. Costitución política de los Estados Unidos de Centro América), после ратификации вступившую в силу 1 ноября 1898 года. Коллегиальным органом исполнительной власти Соединённых Штатов Центральной Америки (исп. Estados Unidos de Centroamérica) стал Федеральный исполнительный совет (исп. Consejo Ejecutivo Federal); главы государств союза стали именоваться губернаторами (исп. Gobernador). Однако в течение месяца союз был прекращён: 25 ноября 1898 года о выходе из него своей страны объявил совершивший военный переворот в Эль-Сальвадоре Томас Регаладо, 29 ноября 1898 года его примеру последовал Гондурас, в связи с чем на следующий день Исполнительный совет заявил о роспуске федерации; 1 декабря 1898 года это было признано Никарагуа.
Курсивом и серым цветом выделены даты начала и окончания полномочий лиц, временно замещающих конституционного главу государства или создавших альтернативное ему правительство.
|            | Портрет          | Имя (годы жизни)                                                                       | Полномочия       | Полномочия      | Партия                         | Выборы                                                                     | Должность | Пр.           |
| Начало     | Портрет          | Имя (годы жизни)                                                                       | Окончание        |                 | Партия                         | Выборы                                                                     | Должность | Пр.           |
| ---------- | ---------------- | -------------------------------------------------------------------------------------- | ---------------- | --------------- | ------------------------------ | -------------------------------------------------------------------------- | --- | ------------- |
| 13 (III—V) |                  | Хосе Мария Медина Кастехон (1826—1878) исп. José María Medina Castejón                 | 29 сентября 1865 | 1 февраля 1866  | независимый                    | [ комм. 53 ]                                                               | временный президент республики исп. Presidente Provisional de la República                                                                                                  | [ 71 ] [ 72 ] |
| 13 (III—V) | 1 февраля 1866   | Хосе Мария Медина Кастехон (1826—1878) исп. José María Medina Castejón                 | 14 января 1870   | 1866            | независимый                    | президент республики исп. Presidente de la República                       | | [ 71 ] [ 72 ] |
| 13 (III—V) | 14 января 1870   | Хосе Мария Медина Кастехон (1826—1878) исп. José María Medina Castejón                 | 26 июля 1872     | 1869            | независимый                    | президент республики исп. Presidente de la República                       | | [ 71 ] [ 72 ] |
| и. о.      |                  | Франсиско Крус Кастро (1820—1895) исп. Francisco Cruz Castro                           | 5 сентября 1869  | 14 января 1870  | независимый                    | [ комм. 54 ]                                                               | назначенный заместитель, ответственный за исполнительную власть исп. Designado, encargado del Poder Ejecutivo                                                               | [ 84 ]        |
| —          |                  | Флоресио Шатрук Вильягра (1811—1893) исп. Florencio Xatruch Villagra                   | 26 марта 1871    | 23 мая 1871     | независимый                    | [ комм. 56 ]                                                               | временный президент республики (в Накаоме) исп. Presidente Provisional de la República (en Nacaome)                                                                         | [ 73 ]        |
| —          |                  | Карлос Селео Ариас Лопес (1835—1890) исп. Carlos Céleo Arias López                     | 12 мая 1872      | 26 июля 1872    | независимый                    | [ комм. 58 ]                                                               | временный президент республики (в Канделарии) исп. Presidente Provisional de la República (en Candelaria)                                                                   | [ 85 ]        |
| 14         | 26 июля 1872     | Карлос Селео Ариас Лопес (1835—1890) исп. Carlos Céleo Arias López                     | 13 января 1874   | [ комм. 57 ]    | независимый                    | временный президент республики исп. Presidente Provisional de la República | | [ 85 ]        |
| —          |                  | Хуан Антонио Медина Орельяна (1833—1885) исп. Juan Antonio Medina Orellana             | июль 1872        | август 1872     | независимый                    | [ комм. 59 ]                                                               | временный президент республики (в Омоа) исп. Presidente Provisional de la República (en Omoa)                                                                               | [ 86 ]        |
| —          |                  | Понсиано Лейва Мадрид (1821—1896) исп. Ponciano Leiva Madrid                           | 23 ноября 1873   | 13 января 1874  | независимый                    | [ комм. 61 ]                                                               | временный президент республики (в Вилья-де-Херес-де-ла-Фронтера-де-Чолутека) исп. Presidente Provisional de la República (en Villa de Jerez de la Frontera de Choluteca)    | [ 87 ]        |
| 15 (I—II)  | 13 января 1874   | Понсиано Лейва Мадрид (1821—1896) исп. Ponciano Leiva Madrid                           | 29 апреля 1874   | [ комм. 60 ]    | независимый                    | временный президент республики исп. Presidente Provisional de la República | | [ 87 ]        |
| 15 (I—II)  | 29 апреля 1874   | Понсиано Лейва Мадрид (1821—1896) исп. Ponciano Leiva Madrid                           | 8 июня 1876      | 1874            | независимый                    | президент республики исп. Presidente de la República                       | | [ 87 ]        |
| —          |                  | Хосе Мария Медина Кастехон (1826—1878) исп. José María Medina Castejón                 | 16 декабря 1875  | 8 июня 1876     | независимый                    | [ комм. 64 ]                                                               | временный президент республики (в Грасиас) исп. Presidente Provisional de la República (en Gracias)                                                                         | [ 71 ] [ 72 ] |
| 16         |                  | Марселино Мехия (?—?) исп. Marcelino Mejía Serrano                                     | 8 июня 1876      | 13 июня 1876    | независимый                    | [ комм. 66 ]                                                               | временный президент республики исп. Presidente Provisional de la República                                                                                                  | [ 73 ]        |
| 17         |                  | Крессенсио Гомес Сантос Вальядарес (1833—1921) исп. Crescencio Gómez Santos Valladares | 13 июня 1876     | 12 августа 1876 | независимый                    | [ комм. 68 ]                                                               | временный президент республики исп. Presidente Provisional de la República                                                                                                  | [ 88 ]        |
| 13 (VI)    |                  | Хосе Мария Медина Кастехон (1826—1878) исп. José María Medina Castejón                 | 12 августа 1876  | 27 августа 1876 | независимый                    | [ комм. 69 ]                                                               | временный президент республики исп. Presidente Provisional de la República                                                                                                  | [ 71 ] [ 72 ] |
| 18 (I—III) |                  | Марко Аурелио Сото Мартинес (1846—1908) исп. Marco Aurelio Soto Martínez               | 27 августа 1876  | 30 мая 1877     | независимый                    | [ комм. 70 ]                                                               | временный президент республики исп. Presidente Provisional de la República                                                                                                  | [ 89 ] [ 90 ] |
| 18 (I—III) | 30 мая 1877      | Марко Аурелио Сото Мартинес (1846—1908) исп. Marco Aurelio Soto Martínez               | 1 февраля 1881   | 1877            | независимый                    | президент республики исп. Presidente de la República                       | | [ 89 ] [ 90 ] |
| 18 (I—III) | 1 февраля 1881   | Марко Аурелио Сото Мартинес (1846—1908) исп. Marco Aurelio Soto Martínez               | 19 октября 1883  | 1881            | независимый                    | президент республики исп. Presidente de la República                       | | [ 89 ] [ 90 ] |
| СГС        |                  | Рафаэль Альварадо Мансано (1836—1923) исп. Rafael Alvarado Manzano                     | 9 мая 1883       | 19 октября 1883 | независимый                    | [ комм. 72 ]                                                               | совет государственных секретарей, ответственный за исполнительную власть республики исп. Consejo de Secretarios de Estado, en ejercicio del Poder Ejecutivo de la República | [ 91 ]        |
| СГС        | 19 октября 1883  | Рафаэль Альварадо Мансано (1836—1923) исп. Rafael Alvarado Manzano                     | 30 ноября 1883   | [ комм. 73 ]    | независимый                    |                                                                            | совет государственных секретарей, ответственный за исполнительную власть республики исп. Consejo de Secretarios de Estado, en ejercicio del Poder Ejecutivo de la República | [ 91 ]        |
| СГС        |                  | Луис Богран Бараона (1849—1895) исп. Luis Bográn Barahona                              | 9 мая 1883       | 19 октября 1883 | независимый                    | [ комм. 29 ]                                                               | совет государственных секретарей, ответственный за исполнительную власть республики исп. Consejo de Secretarios de Estado, en ejercicio del Poder Ejecutivo de la República | [ 92 ]        |
| СГС        | 19 октября 1883  | Луис Богран Бараона (1849—1895) исп. Luis Bográn Barahona                              | 30 ноября 1883   | [ комм. 73 ]    | независимый                    |                                                                            | совет государственных секретарей, ответственный за исполнительную власть республики исп. Consejo de Secretarios de Estado, en ejercicio del Poder Ejecutivo de la República | [ 92 ]        |
| 19 (I—II)  | 30 ноября 1883   | Луис Богран Бараона (1849—1895) исп. Luis Bográn Barahona                              | 30 ноября 1887   | 1883            | независимый                    | президент республики исп. Presidente de la República                       | | [ 92 ]        |
| 19 (I—II)  | 30 ноября 1887   | Луис Богран Бараона (1849—1895) исп. Luis Bográn Barahona                              | 30 ноября 1891   | 1887            | независимый                    | президент республики исп. Presidente de la República                       | | [ 92 ]        |
| 15 (III)   |                  | Понсиано Лейва Мадрид (1821—1896) исп. Ponciano Leiva Madrid                           | 30 ноября 1891   | 7 августа 1893  | Прогрессивная партия Гондураса | президент республики исп. Presidente de la República                       | 1891 | [ 87 ]        |
| и. о.      |                  | Росендо Агуэро Ариса (1834—1895) исп. Rosendo Agüero Ariza                             | 9 февраля 1893   | 18 апреля 1893  | Либеральная партия Гондураса   | [ комм. 75 ]                                                               | военный секретарь, ответственный за исполнительную власть республики исп. Secretario de la Guerra, en ejercicio del Poder Ejecutivo de la República                         | [ 93 ]        |
| и. о.      |                  | Доминго Васкес Торуньо (1846—1909) исп. Domingo Vásquez Toruño                         | 18 апреля 1893   | 7 августа 1893  | Прогрессивная партия Гондураса | [ комм. 75 ]                                                               | секретарь внутренних дел, ответственный за исполнительную власть республики исп. Secretario de Gobernación, en ejercicio del Poder Ejecutivo de la República                | [ 94 ]        |
| 20 (I—II)  | 7 августа 1893   | Доминго Васкес Торуньо (1846—1909) исп. Domingo Vásquez Toruño                         | 15 сентября 1893 | [ комм. 77 ]    | Прогрессивная партия Гондураса | президент республики исп. Presidente de la República                       | | [ 94 ]        |
| 20 (I—II)  | 15 сентября 1893 | Доминго Васкес Торуньо (1846—1909) исп. Domingo Vásquez Toruño                         | 22 февраля 1894  | 1893            | Прогрессивная партия Гондураса | президент республики исп. Presidente de la República                       | | [ 94 ]        |
| —          |                  | Хосе Поликарпо Бонилья Васкес (1858—1926) исп. José Policarpo Bonilla Vásquez          | 24 декабря 1893  | 22 февраля 1894 | Либеральная партия Гондураса   | [ комм. 79 ]                                                               | временный президент республики (в Накаоме) исп. Presidente Provisional de la República (en Nacaome)                                                                         | [ 95 ] [ 96 ] |
| 21 (I—V)   | 22 февраля 1894  | Хосе Поликарпо Бонилья Васкес (1858—1926) исп. José Policarpo Bonilla Vásquez          | 1 февраля 1895   | [ комм. 78 ]    | Либеральная партия Гондураса   | временный президент республики исп. Presidente Provisional de la República | | [ 95 ] [ 96 ] |
| 21 (I—V)   | 1 февраля 1895   | Хосе Поликарпо Бонилья Васкес (1858—1926) исп. José Policarpo Bonilla Vásquez          | 17 сентября 1896 | 1894            | Либеральная партия Гондураса   | президент республики исп. Presidente de la República                       | | [ 95 ] [ 96 ] |
| 21 (I—V)   | 17 сентября 1896 | Хосе Поликарпо Бонилья Васкес (1858—1926) исп. José Policarpo Bonilla Vásquez          | 1 ноября 1898    | [ комм. 80 ]    | Либеральная партия Гондураса   | президент государства исп. Presidente del Estado                           | | [ 95 ] [ 96 ] |
| 21 (I—V)   | 1 ноября 1898    | Хосе Поликарпо Бонилья Васкес (1858—1926) исп. José Policarpo Bonilla Vásquez          | 29 ноября 1898   | [ комм. 81 ]    | Либеральная партия Гондураса   | губернатор государства исп. Gobernador del Estado                          | | [ 95 ] [ 96 ] |
| 21 (I—V)   | 29 ноября 1898   | Хосе Поликарпо Бонилья Васкес (1858—1926) исп. José Policarpo Bonilla Vásquez          | 1 февраля 1899   | [ комм. 82 ]    | Либеральная партия Гондураса   | президент республики исп. Presidente de la República                       | | [ 95 ] [ 96 ] |
| 22         |                  | Теренсио Сьерра (1849—1907) исп. Terencio Esteban Sierra Romero                        | 1 февраля 1899   | 30 января 1903  | Либеральная партия Гондураса   | президент республики исп. Presidente de la República                       | 1898 | [ 97 ]        |

## Двухпартийная республика и гражданские войны (1903—1924)
С созданием в 1902 году консервативной Национальной партии в Гондурасе сформировалась сохраняющаяся двухпартийная система её противостояния с Либеральной партией, как в виде сменяемости их кандидатов в конституционном порядке, так и при насильственной смене власти (в 1919 и 1924 годах это вылилось в две гражданские войны). Накануне истечения полномочий Теренсио Сьерры он передал их СМ в попытке избежать вступления на пост победившего на выборах 1902 года Мануэля Бонильи. После проведённой национальным конгрессом проверки президентом 18 февраля 1903 года был объявлен либерал Хуан Анхель Ариас Бокин, однако Бонилья, находившийся в островной Амапале, обвинил его в узурпации, объявил о своём вступлении на пост в установленный конституцией день (1 февраля) и во главе армии добился 13 апреля 1903 года признания своих полномочий. 12 февраля 1904 года Бонилья принял на себя диктаторские полномочия и созвал конституционную ассамблею, утвердившую 2 сентября 1904 года конституцию, увеличившую срок президентских полномочий до шести лет. Датой вступления конституции в силу было установлено 1 января 1906 года, с этой даты подлежали исчислению и новые шестилетние полномочия Мануэля Бонильи.
25 февраля 1907 года либеральные повстанцы вторглись в страну со стороны Никарагуа при поддержке её главы Хосе Сантоса Селаи. После победы 23 марта в битве при Намасигуэ никарагуанские силы 27 марта заняли Тегусигальпу, символически подняв над президентским дворцом свой национальный флаг; находившийся в Амапале Бонилья сдался 25 марта 1907 года. 18 апреля 1907 года хунта назначила временным президентом Мигель Рафаэль Давила Куэльяр. 8 февраля 1908 года Национальная законодательная ассамблея восстановила действие конституции 1894 года с приняла решение о предоставление Давиле президентских полномочий, исчисляемых с 1 марта 1908 года, однако начавшийся с новой силой конфликт с возглавляемой Мануэлем Бонильей консервативной оппозицией вынудил вмешаться государственного секретаря США Томаса Даусона, организовавшим на крейсере USS Tacoma, стоящем в Пуэрто-Кортесе, конференцию сторон, принявшую решение о передаче полномочий первому из назначенных заместителей (исп. Primer Designado) Франсиско Бараону, консервативному депутату парламента, принявшему их 28 марта 1911 года. На выборах 1911 года Бонилья был единственным кандидатом, вернувшись в президентский дворец 1 февраля 1912 года. Спустя год в связи с внезапной болезнью он 20 марта 1913 года передал полномочия вице-президенту Бараоне и скончался на следующее утро.
Бараона победил на выборах 1915 года (за полгода до них взяв предвыборный отпуск и возложив обязанности на Альберто де Хесусу Мемберньо), а для участия в следующих выдвинул кандидатуру своего зятя, занимавшего консульскую должность в Новом Орлеане и малоизвестного в стране. В июле 1919 года Бараона ввёл ряд ограничений, имевших целью осложнить кампанию оппозиционных кандидатов, спровоцировав восстание, названное «Первой гражданской войной» или «Революцией девятнадцатого» (исп. Revolución del 19), проиграв которую покинул столицу 9 сентября 1919 года; ответственность за исполнительную власть взял на себя Совет министров, сначала в лице министра внутренних дел Сальвадора Агирре, а с 16 сентября 1919 года — министра иностранных дел Висенте Мехии Колиндреса, пока 5 октября 1919 года конгресс не назначил временным президентом Франсиско Богран Бараона, до инаугурации 1 февраля 1920 года победившего на выборах Рафаэля Лопеса Гутьерреса.
Последняя по времени попытка создать единое государство в Центральной Америке была предпринята в период с июня 1921 года по январь 1922 года. 19 января 1921 года в коста-риканской столице Сан-Хосе представители Гватемалы, Гондураса, Коста-Рики и Эль-Сальвадора подписали договор о создании новой Федерации Центральной Америки (исп. Federación de Centroamérica). Соглашение было ратифицировано 3 февраля Гондурасом, 25 февраля Сальвадором и 9 апреля Гватемалой и вступило в силу 13 июня 1921 года (в Коста-Рике процедура была отложена). В гондурасской столице в тот же день начал работу Временный федеральный совет (исп. Consejo Federal Provisional) во главе с Хосе Висенте Мартинесом. 9 сентября 1921 года Национальная конституционная ассамблея делегатов трёх государств обнародовала Политическую конституцию Республики Центральной Америки (исп. Constitución Política de la República de Centroamérica), после её вступления в силу 1 октября 1921 года федерация стала назваться Республика Центральной Америки (исп. República de Centro América). Вскоре началась дезинтеграция союза: 14 января 1922 года о прекращении своего членства в нём заявила Гватемала, 29 января прекратил работу федеральный совет, 4 февраля из федерации вышел Эль-Сальвадор и 7 февраля — Гондурас.
На выборах 1923 года ни один из кандидатов не получил абсолютного большинства голосов, что означало переход процедуры от прямого волеизъявления к избранию президента национальным конгрессом (из трёх кандидатов с лучшими результатами), однако парламентарии не приняли решение до истечения каденции Гутьерреса. Воспользовавшись, этим, президент объявил о сохранении за собой полномочий после 1 февраля 1924 года, что привело к начавшемуся на следующий день вооружённому противостоянию, названному «Второй гражданской войной» или «Виндикационной революцией» (исп. Revolución Reivindicatoria) между правительством и силами оппозиции. 10 февраля 1924 года получивший на выборах относительное большинство голосов Тибурсио Кариас Андино был провозглашён в Ламани президентом, (а 24 марта — первым вождём освободительной революции, исп. Primer Jefe de la Revolución Libertadora), к 9 марта столица была окружена. Гутьеррес, согласившийся сдать город и оставить пост, скончался на следующий день от сахарного диабета, а принявшие власть либеральные политики, составившие Совет министров Временного правительства республики (исп. Consejo de Ministros del Gobierno Provisional de la República), решили продолжить сопротивление. 11 марта к повстанцам присоединились 200 морских пехотинцев США, призванных «обезопасить дипломатический корпус». Начавшийся вскоре общий штурм Тегусигальпы продолжался до 28 апреля, когда на борту стоящего на рейде в заливе Фонсека американского крейсера USS Milwaukee было подписано соглашение о назначении временным президентом Висенте Тосту Корраско, принявшего присягу 30 апреля 1924 года.
Курсивом и серым цветом выделены даты начала и окончания полномочий лиц, создавших альтернативное правительство.
|           | Портрет         | Имя (годы жизни) | Полномочия       | Полномочия       | Партия                        | Выборы                                                                               | Должность | Пр.             |
| Начало    | Портрет         | Имя (годы жизни) | Окончание        |                  | Партия                        | Выборы                                                                               | Должность | Пр.             |
| --------- | --------------- | --- | ---------------- | ---------------- | ----------------------------- | ------------------------------------------------------------------------------------ | --- | --------------- |
| СМ        |                 | Совет министров в составе: Мануэль Сабино Лопес (?—?) исп. Manuel Sabino López Даниэль Фортин (?—?) исп. Daniel Fortín Франсиско Альчуль (1865—1936) исп. Francisco Altschul Максимо Бетанкур Росалес (?—?) исп. Máximo Betancourt Rosales Хуан Анхель Ариас Бокин (1859—1927) исп. Juan Ángel Arias Boquín Тринидад Фьяльос (?—?) исп. Trinidad Fiallos | 30 января 1903   | 18 февраля 1903  | Либеральная партия Гондураса  | [ комм. 85 ]                                                                         | совет министров, ответственный за верховную исполнительную власть государства исп. Consejo de Ministros, en ejercicio del Supremo Poder Ejecutivo del Estado | [ 73 ]          |
| 23        |                 | Хуан Анхель Ариас Бокин (1859—1927) исп. Juan Ángel Arias Boquín | 18 февраля 1903  | 13 апреля 1903   | Либеральная партия Гондураса  | [ комм. 87 ]                                                                         | президент республики исп. Presidente de la República | [ 106 ]         |
| 24 (I—IV) |                 | Мануэль Бонилья Чиринос (1849—1913) исп. Manuel Bonilla Chirinos | 1 февраля 1903   | 13 апреля 1903   | Национальная партия Гондураса | [ комм. 89 ]                                                                         | президент республики (в Амапале) исп. Presidente de la República (en Amapala)                                                                                | [ 107 ] [ 108 ] |
| 24 (I—IV) | 13 апреля 1903  | Мануэль Бонилья Чиринос (1849—1913) исп. Manuel Bonilla Chirinos | 12 февраля 1904  | 1902             | Национальная партия Гондураса | президент республики исп. Presidente de la República                                 | | [ 107 ] [ 108 ] |
| 24 (I—IV) | 12 февраля 1904 | Мануэль Бонилья Чиринос (1849—1913) исп. Manuel Bonilla Chirinos | 1 января 1906    | [ комм. 90 ]     | Национальная партия Гондураса | президент республики исп. Presidente de la República                                 | | [ 107 ] [ 108 ] |
| 24 (I—IV) | 1 января 1906   | Мануэль Бонилья Чиринос (1849—1913) исп. Manuel Bonilla Chirinos | 23 февраля 1907  | [ комм. 92 ]     | Национальная партия Гондураса | президент республики исп. Presidente de la República                                 | | [ 107 ] [ 108 ] |
| —         |                 | Временная правительственная хунта в составе: Мигель Анхель Окели Бустильо (1856—1938) исп. Miguel Ángel Oquelí Bustillo Максимо Бетанкур Росалес (?—?) исп. Máximo Betancourt Rosales Хосе Игнасио Кастро (?—?) исп. José Ignacio Castro был установлен порядок двухнедельной ротации президента хунты в указанном порядке | 25 февраля 1907  | 25 марта 1907    | Либеральная партия Гондураса  | [ комм. 94 ]                                                                         | временная правительственная хунта исп. Junta de Gobierno Provisional                                                                                         | [ 99 ]          |
| —         | 25 марта 1907   | Временная правительственная хунта в составе: Мигель Анхель Окели Бустильо (1856—1938) исп. Miguel Ángel Oquelí Bustillo Максимо Бетанкур Росалес (?—?) исп. Máximo Betancourt Rosales Хосе Игнасио Кастро (?—?) исп. José Ignacio Castro был установлен порядок двухнедельной ротации президента хунты в указанном порядке | 18 апреля 1907   | [ комм. 93 ]     | Либеральная партия Гондураса  |                                                                                      | временная правительственная хунта исп. Junta de Gobierno Provisional                                                                                         | [ 99 ]          |
| 25 (I—II) |                 | Мигель Рафаэль Давила Куэльяр (1856—1927) исп. Miguel Rafael Dávila Cuéllar | 18 апреля 1907   | 1 марта 1908     | Либеральная партия Гондураса  | [ комм. 95 ]                                                                         | временный президент республики исп. Presidente Provisional de la República                                                                                   | [ 109 ]         |
| 25 (I—II) | 1 марта 1908    | Мигель Рафаэль Давила Куэльяр (1856—1927) исп. Miguel Rafael Dávila Cuéllar | 28 марта 1911    | [ комм. 97 ]     | Либеральная партия Гондураса  | президент республики исп. Presidente de la República                                 | | [ 109 ]         |
| и. о.     |                 | Франсиско Бертран Бараона (1866—1926) исп. Francisco Bertrand Barahona | 28 марта 1911    | 1 февраля 1912   | Национальная партия Гондураса | [ комм. 98 ]                                                                         | первый из назначенных заместителей, ответственный за исполнительную власть исп. Primer Designado, encargado del Poder Ejecutivo                              | [ 110 ]         |
| 24 (V)    |                 | Мануэль Бонилья Чиринос (1849—1913) исп. Manuel Bonilla Chirinos | 1 февраля 1912   | 21 марта 1913    | Национальная партия Гондураса | 1911                                                                                 | президент республики исп. Presidente de la República | [ 107 ] [ 108 ] |
| и. о.     |                 | Франсиско Бертранд Бараона (1866—1926) исп. Francisco Bertrand Barahona | 21 марта 1913    | 1 февраля 1916   | Национальная партия Гондураса | [ комм. 100 ]                                                                        | вице-президент республики, ответственный за исполнительную власть исп. Vicepresidente de la República, encargado del Poder Ejecutivo                         | [ 110 ]         |
| 26        | 1 февраля 1916  | Франсиско Бертранд Бараона (1866—1926) исп. Francisco Bertrand Barahona | 9 сентября 1919  | 1915             | Национальная партия Гондураса | президент республики исп. Presidente de la República                                 | | [ 110 ]         |
| и. о.     |                 | Альберто де Хесус Мемберньо Маркес (1859—1921) исп. Alberto de Jesús Membreño Márquez | 28 июля 1915     | 1 февраля 1916   | Национальная партия Гондураса | [ комм. 102 ]                                                                        | первый из назначенных заместителей, ответственный за исполнительную власть исп. Primer Designado, encargado del Poder Ejecutivo                              | [ 111 ]         |
| и. о.     |                 | Сальвадор Агирре (1862—1947) исп. Salvador Aguirre | 9 сентября 1919  | 16 сентября 1919 | Национальная партия Гондураса | [ комм. 104 ]                                                                        | министр внутренних дел, ответственный за исполнительную власть исп. Ministro del Gobierno, encargado del Poder Ejecutivo                                     | [ 99 ]          |
| и. о.     |                 | Висенте Мехия Колиндрес (1876—1966) исп. Vicente Mejía Colindres | 16 сентября 1919 | 5 октября 1919   | Либеральная партия Гондураса  | [ комм. 105 ]                                                                        | министр иностранных дел, ответственный за исполнительную власть исп. Ministro de Relaciones Exteriores, encargado del Poder Ejecutivo                        | [ 112 ]         |
| 27        |                 | Франсиско Богран Бараона (1852—1926) исп. Francisco Bográn Barahona | 5 октября 1919   | 1 февраля 1920   | Либеральная партия Гондураса  | [ комм. 106 ]                                                                        | временный президент республики исп. Presidente Provisional de la República                                                                                   | [ 113 ]         |
| 28 (I—IV) |                 | Рафаэль Сальвадор Лопес Гутьеррес (1854—1924) исп. Rafael Salvador López Gutiérrez | 1 февраля 1920   | 1 октября 1921   | Либеральная партия Гондураса  | 1919                                                                                 | президент республики исп. Presidente de la República | [ 114 ]         |
| 28 (I—IV) | 1 октября 1921  | Рафаэль Сальвадор Лопес Гутьеррес (1854—1924) исп. Rafael Salvador López Gutiérrez | 7 февраля 1922   | [ комм. 107 ]    | Либеральная партия Гондураса  | глава государства исп. Jefe del Estado                                               | | [ 114 ]         |
| 28 (I—IV) | 7 февраля 1922  | Рафаэль Сальвадор Лопес Гутьеррес (1854—1924) исп. Rafael Salvador López Gutiérrez | 31 января 1924   | [ комм. 108 ]    | Либеральная партия Гондураса  | президент республики исп. Presidente de la República                                 | | [ 114 ]         |
| 28 (I—IV) | 1 февраля 1924  | Рафаэль Сальвадор Лопес Гутьеррес (1854—1924) исп. Rafael Salvador López Gutiérrez | 10 марта 1924    | [ комм. 110 ]    | Либеральная партия Гондураса  | президент республики исп. Presidente de la República                                 | | [ 114 ]         |
| —         |                 | Совет министров Временного правительства республики в составе: Франсиско Буэсо Куэльяр (1860—?) исп. Francisco Bueso Cuéllar Роке Хасинто Лопес (?—?) исп. Roque Jacinto López Хосе Мария Очоа Веласкес (1864—1928) исп. José María Ochoa Velásquez Марсиаль Лагос Лайнес (?—?) исп. Marcial Lagos Laínez Хосе Мария Сандоваль Бургос (1869—1951) исп. José María Sandoval Burgos (до 28 марта 1924 года) Ромуло Эрнесто Дурон-и-Гамеро (1865—1942) исп. Rómulo Ernesto Durón y Gamero (до 15 апреля 1924 года) Альберто Родригес (1869—?) исп. Alberto Rodríguez (с 28 марта 1924 года) | 10 марта 1924    | 30 апреля 1924   | Либеральная партия Гондураса  | [ комм. 112 ]                                                                        | Совет министров Временного правительства республики исп. Consejo de Ministros del Gobierno Provisional de la República                                       | [ 99 ] [ 102 ]  |
| —         |                 | Тибурсио Кариас Андино (1876—1969) исп. Tiburcio Carías Andino | 9 февраля 1924   | 24 марта 1924    | Национальная партия Гондураса | [ комм. 113 ]                                                                        | президент республики (в Ламани) исп. Presidente de la República (et Lamaní)                                                                                  | [ 115 ]         |
| —         | 24 марта 1924   | Тибурсио Кариас Андино (1876—1969) исп. Tiburcio Carías Andino | 28 апреля 1924   | [ комм. 115 ]    | Национальная партия Гондураса | первый вождь освободительной революции исп. Primer Jefe de la Revolución Libertadora | | [ 115 ]         |

## От гражданских войн до военного правления (1924—1956)
Либерал Висенте Тоста Корраско, назначенный временным президентом в соответствии с завершившим гражданскую войну соглашением, подписанным на борту USS Milwaukee, обеспечил проведение выборов 1924 года и передачу власти победившему на них консерватору Мигелю Пасу Бараоне. Выборы 1928 года принесли победу либералу Висенте Мехии Колиндресу, а Выборы 1932 года — консервативному лидеру второй гражданской войны Тибурсио Кариасу Андино. Созванная им конституционная ассамблея, утвердившую 28 марта 1936 года утвердила новую конституцию, восстановившую шестилетний срок президентских полномочий и установившую порядок следующий преемственности этого поста: вице-президент, затем президент Национального конгресса, затем президент Верховного суда. Кроме того, она продлила полномочия действующего президента на экстраординарный срок до 1 января 1949 года.
Следующие выборы состоялись 1948 году, преемником Кариаса стал его однопартиец Хуан Мануэль Гальвес, который не препятствовал победе на выборах 1954 года либерала Рамона Вильеды Моралеса, однако во время нахождения президента на лечении за рубежом вице-президент Хуан Лосано Диас, временно исполнявший его полномочия с 16 ноября 1954 года, заручившись поддержкой кандидатов на состоявшихся выборах, заявил 5 декабря 1954 года о создании нового правительства с участием представителей всех партий и замене конгресса консультативным советом, и был провозглашён верховным главой государства (исп. Jefe Supremo del Estado). Была ограничена деятельность партий, в июле 1956 года — арестованы лидеры Либеральной партии и высланы из страны. Вместо всеобщих выборов Лосано организовал проведение 7 октября 1956 года выборы конституционной ассамблеи, в которой все 58 мест получила созданная им Партия национального союза. 21 октября 1956 года Вооружённые силы во главе с директором военной школы генералом Роке Родригесом, командующим ВВС полковником Эктором Монкадой и майором Роберто Гальвесом, сыном экс-президента Хуана Мануэля Гальвеса, свергли Лосано и создали военную хунту, положив начало непосредственному вмешательству армии в политическую жизнь страны.
Курсивом и серым цветом выделены даты начала и окончания полномочий лица, временно замещающего конституционного главу государства.
|           | Портрет        | Имя (годы жизни)                                                     | Полномочия      | Полномочия     | Партия                        | Выборы                                                   | Должность | Пр.             |
| Начало    | Портрет        | Имя (годы жизни)                                                     | Окончание       |                | Партия                        | Выборы                                                   | Должность | Пр.             |
| --------- | -------------- | -------------------------------------------------------------------- | --------------- | -------------- | ----------------------------- | -------------------------------------------------------- | --- | --------------- |
| 29        |                | Висенте Тоста Корраско (1885—1930) исп. Vicente Tosta Carrasco       | 30 апреля 1924  | 1 февраля 1925 | Либеральная партия Гондураса  | [ комм. 117 ]                                            | временный президент республики исп. Presidente Provisional de la República                                                           | [ 120 ]         |
| 30        |                | Мигель Пас Бараона (1863—1937) исп. Miguel Paz Barahona              | 1 февраля 1925  | 1 февраля 1929 | Национальная партия Гондураса | 1924                                                     | президент республики исп. Presidente de la República                                                                                 | [ 121 ]         |
| 31        |                | Висенте Мехия Колиндрес (1876—1966) исп. Vicente Mejía Colindres     | 1 февраля 1929  | 1 февраля 1933 | Либеральная партия Гондураса  | 1928                                                     | президент республики исп. Presidente de la República                                                                                 | [ 112 ]         |
| 32 (I—II) |                | Тибурсио Кариас Андино (1876—1969) исп. Tiburcio Carías Andino       | 1 февраля 1933  | 1 февраля 1937 | Национальная партия Гондураса | 1932                                                     | президент республики исп. Presidente de la República                                                                                 | [ 115 ]         |
| 32 (I—II) | 1 февраля 1937 | Тибурсио Кариас Андино (1876—1969) исп. Tiburcio Carías Andino       | 1 января 1949   | [ комм. 118 ]  | Национальная партия Гондураса |                                                          | президент республики исп. Presidente de la República                                                                                 | [ 115 ]         |
| 33        |                | Хуан Мануэль Гальвес Дурон (1887—1972) исп. Juan Manuel Gálvez Durón | 1 января 1949   | 5 декабря 1954 | Национальная партия Гондураса | 1948                                                     | президент республики исп. Presidente de la República                                                                                 | [ 122 ]         |
| и. о.     |                | Хулио Лосано Диас (1885—1957) исп. Julio Lozano Díaz                 | 16 ноября 1954  | 5 декабря 1954 | Национальная партия Гондураса | [ комм. 121 ]                                            | вице-президент республики, ответственный за исполнительную власть исп. Vicepresidente de la República, encargado del Poder Ejecutivo | [ 123 ] [ 124 ] |
| 34        | 5 декабря 1954 | Хулио Лосано Диас (1885—1957) исп. Julio Lozano Díaz                 | 21 октября 1956 | [ комм. 120 ]  | Национальная партия Гондураса | верховный глава государства исп. Jefe Supremo del Estado | | [ 123 ] [ 124 ] |

## Преобладание военных правительств (1956—1982)
21 октября 1956 года Вооружённые силы свергли Хулио Лосано Диаса и создали военную хунту, положив начало непосредственному вмешательству армии в политическую жизнь страны. По инициативе хунты новая конституционная ассамблея была избрана 22 сентября 1957 года, собралась 21 октября и, основываясь на результатах выборов 1954 года, избрала 16 ноября президентом Хосе Рамона Вильеду, вступившего на пост через два дня после утверждения новой конституции, установившую преемственность президентского поста назначенными конгрессом лицами.
За десять дней до проведения назначенных выборов 3 октября 1963 года был совершён новый военный переворот и было создано военное правительство во главе с Освальдо Лопесом Арельяно. По его инициативе 12 февраля 1965 года была избрана конституционная ассамблея, утвердившая 3 июня 1965 года новую конституцию, установившую совместное избрание на шестилетний срок президента и трёх лиц, назначенных для его замещения, а также избравшая Арельяно президентом до 6 июня 1971 года, при этом он примкнул к Национальной партии, получившей в ассамблее большинство. Победивший на выборах 1971 года Рамон Эрнесто Крус Уклес был свергнут 4 декабря 1972 года Арельяно, недовольным начатыми реформами и провозгласившим себя главой государства (исп. Jefe de Estado). После этого борьба военных группировок между собой привела к ещё двум переворотам: в 1975 году главой государства стал Хуан Альберто Мельгар Кастро, в 1978 году президентом военной правительственной хунты (исп. Presidente de la Junta Militar de Gobierno) стал Поликарпо Пас Гарсия, который созвал 20 июля 1980 года Национальную конституционную ассамблею и спустя пять дней был ею избран временным президентом. Разработка новой конституции затянулась, она была утверждена 11 января 1982 года, снизив до четырёх лет срок полномочий совместно избираемых президента (без права повторного избрания) и трёх лиц для его замещения и установив инаугурационным днём 27 января, однако ещё 29 ноября 1981 года состоялись выборы, на которых победил Роберто Суасо Кордова, вступление которого на пост 27 января 1982 года ознаменовало завершение периода военных правительств.
|           | Портрет      | Имя (годы жизни) | Полномочия      | Полномочия                    | Партия                       | Выборы                                                                     | Должность                                                                                 | Пр.             |
| Начало    | Портрет      | Имя (годы жизни) | Окончание       |                               | Партия                       | Выборы                                                                     | Должность                                                                                 | Пр.             |
| --------- | ------------ | --- | --------------- | ----------------------------- | ---------------------------- | -------------------------------------------------------------------------- | ----------------------------------------------------------------------------------------- | --------------- |
| —         |              | Военная правительственная хунта в составе: Роке Хасинто Родригес Эррера (1898—1981) исп. Roque Jacinto Rodríguez Herrera (до 5 июля 1957 года) Эктор Карачиоли Монкада (1922—1975) исп. Héctor Caraccioli Moncada Роберто Гальвес Барнес (1925—1996) исп. Roberto Gálvez Barnes (до 18 ноября 1957 года) Освальдо Энрике Лопес Арельяно (1921—2010) исп. Oswaldo Enrique López Arellano (с 18 ноября 1957 года) | 21 октября 1956 | 21 декабря 1957               | военные                      | [ комм. 123 ]                                                              | военная правительственная хунта исп. Junta Militar de Gobierno                            | [ 119 ]         |
| 35        |              | Хосе Рамон Адольфо Вильеда Моралес (1908—1971) исп. José Ramón Adolfo Villeda Morales | 21 декабря 1957 | 3 октября 1963                | Либеральная партия Гондураса | [ комм. 125 ]                                                              | президент республики исп. Presidente de la República                                      | [ 131 ] [ 132 ] |
| 36 (I—II) |              | Освальдо Энрике Лопес Арельяно (1921—2010) исп. Oswaldo Enrique López Arellano | 3 октября 1963  | 6 июня 1965                   | военный                      | [ комм. 126 ]                                                              | глава военного правительства исп. Jefe del Gobierno Militar                               | [ 133 ] [ 134 ] |
|           | 6 июня 1965  | Освальдо Энрике Лопес Арельяно (1921—2010) исп. Oswaldo Enrique López Arellano | 6 июня 1971     | Национальная партия Гондураса | [ комм. 127 ]                | президент республики исп. Presidente de la República                       |                                                                                           | [ 133 ] [ 134 ] |
| 37        |              | Рамон Эрнесто Крус Уклес (1903—1985) исп. Ramón Ernesto Cruz Uclés | 6 июня 1971     | Национальная партия Гондураса | 4 декабря 1972               | президент республики исп. Presidente de la República                       | 1971                                                                                      | [ 135 ] [ 136 ] |
| 36 (III)  |              | Освальдо Энрике Лопес Арельяно (1921—2010) исп. Oswaldo Enrique López Arellano | 4 декабря 1972  | 22 апреля 1975                | военный                      | [ комм. 128 ]                                                              | глава государства исп. Jefe de Estado                                                     | [ 133 ] [ 134 ] |
| 38        |              | Хуан Альберто Мельгар Кастро (1930—1987) исп. Juan Alberto Melgar Castro | 22 апреля 1975  | 7 августа 1978                | военный                      | [ комм. 128 ]                                                              | глава государства исп. Jefe de Estado                                                     | [ 137 ] [ 138 ] |
| 39 (I—II) |              | Поликарпо Хуан Пас Гарсия (1932—2000) исп. Policarpo Juan Paz García | 7 августа 1978  | 25 июля 1980                  | военный                      | [ комм. 128 ]                                                              | президент военной правительственной хунты исп. Presidente de la Junta Militar de Gobierno | [ 139 ] [ 140 ] |
| 39 (I—II) | 25 июля 1980 | Поликарпо Хуан Пас Гарсия (1932—2000) исп. Policarpo Juan Paz García | 27 января 1982  | [ комм. 129 ]                 | военный                      | временный президент республики исп. Presidente Provisional de la República |                                                                                           | [ 139 ] [ 140 ] |

## После 1982 года
После завершения периода военных правительств в стране восстановилась сложившаяся с 1903 года двухпартийная система. Исключением стало отрешение конгрессом и верховным судом Мануэля Селайи за назначение им не предусмотренного конституцией референдума о разрешении переизбрания для президента. Поскольку в 2005 году Национальный конгресс заменил избрание трёх заместителей президента введением поста вице-президента (это решение было отменено в 2008 году Верховным судом как превышающее полномочия конгресса), а вице-президент не был избран к моменту отрешения Селайи, конгресс передал президентские полномочия своему спикеру Роберто Мичелетти для завершения установленной конституцией каденции. Ни Селайя, арестованный 28 июня 2009 года военными и выдворенный из страны, ни мировое сообщество, не признали этих решений.
Восстановление электорального порядка произошло с проведением очередных выборов и победы на них Порфирио Лобо. В 2015 году Верховный суд признал недействительными три статьи конституции, ограничивающие право президента на переизбрание, что позволило повторно баллотироваться и победить Хуану Орландо Эрнандесу.
Курсивом и серым цветом выделены даты начала и окончания полномочий лица, замещающего конституционного главу государства по решению Верховного суда.
|           | Портрет        | Имя (годы жизни)                                                                  | Полномочия     | Полномочия     | Партия                        | Выборы        | Должность                                                                  | Пр.                     |
| Начало    | Портрет        | Имя (годы жизни)                                                                  | Окончание      |                | Партия                        | Выборы        | Должность                                                                  | Пр.                     |
| --------- | -------------- | --------------------------------------------------------------------------------- | -------------- | -------------- | ----------------------------- | ------------- | -------------------------------------------------------------------------- | ----------------------- |
| 40        |                | Роберто Суасо Кордова (1927—2018) исп. Roberto Suazo Córdova                      | 27 января 1982 | 27 января 1986 | Либеральная партия Гондураса  | 1981          | президент республики исп. Presidente de la República                       | [ 147 ] [ 148 ]         |
| 41        |                | Хосе Симон Аскона дель Ойо (1927—2005) исп. José Simón Azcona del Hoyo            | 27 января 1986 | 27 января 1990 | Либеральная партия Гондураса  | 1985          | президент республики исп. Presidente de la República                       | [ 149 ] [ 150 ]         |
| 42        |                | Рафаэль Леонардо Кальехас Ромеро (1943—2020) исп. Rafael Leonardo Callejas Romero | 27 января 1990 | 27 января 1994 | Национальная партия Гондураса | 1989          | президент республики исп. Presidente de la República                       | [ 151 ] [ 152 ]         |
| 43        |                | Карлос Роберто Рейна Идиакес (1926—2003) исп. Carlos Roberto Reina Idiáquez       | 27 января 1994 | 27 января 1998 | Либеральная партия Гондураса  | 1993          | президент республики исп. Presidente de la República                       | [ 153 ] [ 154 ]         |
| 44        |                | Карлос Роберто Флорес Факуссе (1950—) исп. Carlos Roberto Flores Facussé          | 27 января 1998 | 27 января 2002 | Либеральная партия Гондураса  | 1997          | президент республики исп. Presidente de la República                       | [ 155 ] [ 156 ]         |
| 45        |                | Рикардо Родольфо Леви Мадуро Хоэст (1946—) исп. Ricardo Rodolfo Levy Maduro Joest | 27 января 2002 | 27 января 2006 | Национальная партия Гондураса | 2001          | президент республики исп. Presidente de la República                       | [ 157 ] [ 158 ]         |
| 46        |                | Хосе Мануэль Селайя Росалес (1952—) исп. José Manuel Zelaya Rosales               | 27 января 2006 | 27 января 2010 | Либеральная партия Гондураса  | 2005          | президент республики исп. Presidente de la República                       | [ 159 ] [ 160 ]         |
| и. о.     |                | Роберто Мичелетти Баин (1943—) исп. Roberto Micheletti Bain                       | 28 июня 2009   | 27 января 2010 | Либеральная партия Гондураса  | [ комм. 131 ] | временный президент республики исп. Presidente Provisional de la República | [ 161 ]                 |
| 47        |                | Порфирио Лобо Соса (1947—) исп. Porfirio Lobo Sosa                                | 27 января 2010 | 27 января 2014 | Национальная партия Гондураса | 2009          | президент республики исп. Presidente de la República                       | [ 162 ] [ 163 ] [ 164 ] |
| 48 (I—II) |                | Хуан Орландо Эрнандес Альварадо (1968—) исп. Juan Orlando Hernández Alvarado      | 27 января 2014 | 27 января 2018 | Национальная партия Гондураса | 2013          | президент республики исп. Presidente de la República                       | [ 165 ] [ 166 ] [ 167 ] |
| 48 (I—II) | 27 января 2018 | Хуан Орландо Эрнандес Альварадо (1968—) исп. Juan Orlando Hernández Alvarado      | 27 января 2022 | 2017           | Национальная партия Гондураса |               | президент республики исп. Presidente de la República                       | [ 165 ] [ 166 ] [ 167 ] |
| 49        |                | Ирис Сиомара Кастро Сармьенто (1959—) исп. Iris Xiomara Castro Sarmiento          | 27 января 2022 | действующий    | Партия свободы и перестройки  | 2021          | президент республики исп. Presidente de la República                       | [ 168 ] [ 169 ] [ 170 ] |